# Seznam sídel v Chorvatsku, E
Toto je seznam sídel v Chorvatsku začínajících na písmeno E.
| Název             | Typ     | Župa                   | Město/ opčina   | Počet obyvatel (2001/2011) |
| ----------------- | ------- | ---------------------- | --------------- | -------------------------- |
| Eminovci          | vesnice | Požežsko-slavonská     | Jakšić          | 714                        |
| Emovački Lug      | vesnice | Požežsko-slavonská     | Požega          | 32                         |
| Ercegovci         | vesnice | Splitsko-dalmatská     | Dicmo           | 143                        |
| Erdelj            | vesnice | Karlovacká             | Generalski Stol | 476                        |
| Erdovec           | vesnice | Koprivnicko-križevecká | Križevci        | 207                        |
| Erdut             | opčina  | Osijecko-baranjská     | Erdut           | 805                        |
| Erkovčići         | vesnice | Istrijská              | Buzet           | 43                         |
| Ernestinovo       | opčina  | Osijecko-baranjská     | Ernestinovo     | 1 142                      |
| Ertić             | vesnice | Karlovacká             | Žakanje         | 25                         |
| Ervenik           | opčina  | Šibenicko-kninská      | Ervenik         | 287                        |
| Ervenik Zlatarski | vesnice | Krapinsko-zagorská     | Zlatar Bistrica | 132                        |
| Ervenik Zlatarski | vesnice | Krapinsko-zagorská     | Zlatar          | 47                         |
| Eržišće           | vesnice | Istrijská              | Sveta Nedelja   | 58                         |